# Эрен (Сомма)
Эрен (фр. Airaines) — коммуна на севере Франции, регион О-де-Франс, департамент Сомма, округ Амьен, кантон Айи-сюр-Сомм. Расположена в 24 км к западу от Амьена и в 19 км от автомагистрали А16 «Европейская» (фр.). Через коммуну протекает небольшая река Эрен (фр.).
Население (2018) — 2 379 человек.

## История
Поселение Эрен было основано в те времена, когда Галлия входила в состав Римского государства. В XIV столетии здесь был заложен католический монастырь. На территории нынешней коммуны в Средние века постоянно происходили стычки между феодальными владетелями, возведшими на территории два укреплённых замка, один из которых - после многочисленных разрушений - в XVII столетии был полностью восстановлен и реставрирован. Население же Эрена, жившее прежде свободной общиной, приблизительно к этому времени было обращено в крепостную зависимость, в которой и состояло вплоть до Великой Французской революции.  

## Достопримечательности
- Церковь Святого Дионисия XVI века в стиле пламенеющая готика
- Приорат 1130 года, реконструированный в 1790 году

## Экономика
Структура занятости населения:
- сельское хозяйство — 6,0 %
- промышленность — 7,2 %
- строительство — 2,2 %
- торговля, транспорт и сфера услуг — 37,1 %
- государственные и муниципальные службы — 47,4 %

Уровень безработицы (2017) — 22,4 % (Франция в целом — 13,4 %, департамент Сомма — 15,9 %). 

Среднегодовой доход на 1 человека, евро (2018) — 17 930 (Франция в целом — 21 730, департамент Сомма — 20 320).

## Демография
Динамика численности населения, чел.

## Администрация
Пост мэра Эрена с 2001 года занимает Альбер Ноблес (Albert Noblesse). На муниципальных выборах 2020 года возглавляемый им правый список одержал победу во 2-м туре, получив 54,47 % голосов.
| Период | Период | Фамилия        | Партия                  | Примечания           |
| ------ | ------ | -------------- | ----------------------- | -------------------- |
| 1971   | 1989   | Жан Верите     |                         |                      |
| 1989   | 1995   | Жан-Люк Лефевр |                         | учитель              |
| 1995   | 2001   | Пьер Лабуле    |                         | директор предприятия |
| 2001   | 2014   | Жан-Люк Лефевр | Социалистическая партия | учитель              |
| 2014   |        | Альбер Ноблес  | Республиканцы           |                      |

## Города-побратимы
- Крифтель, Германия

## Галерея

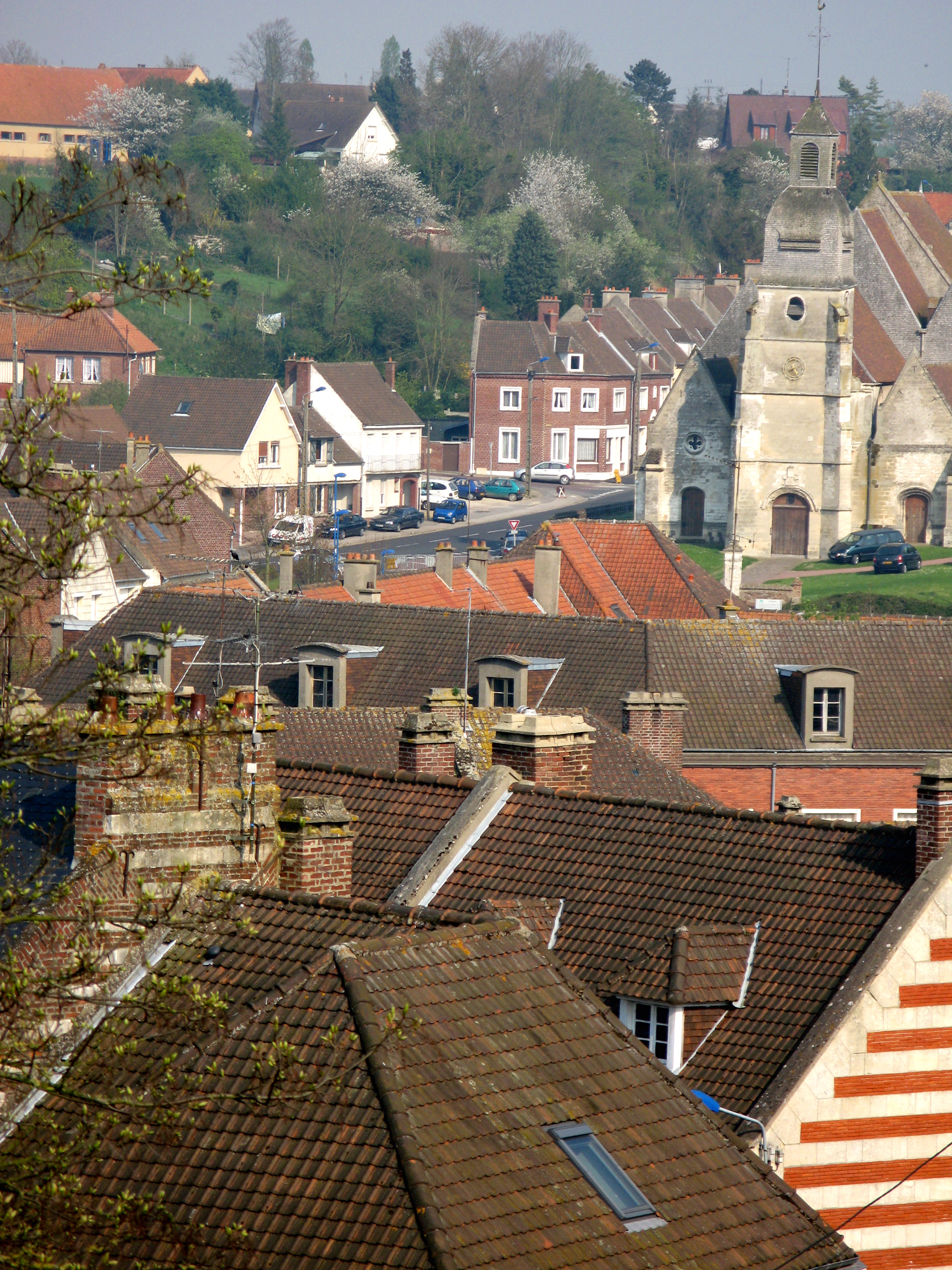
Паномара Эрена
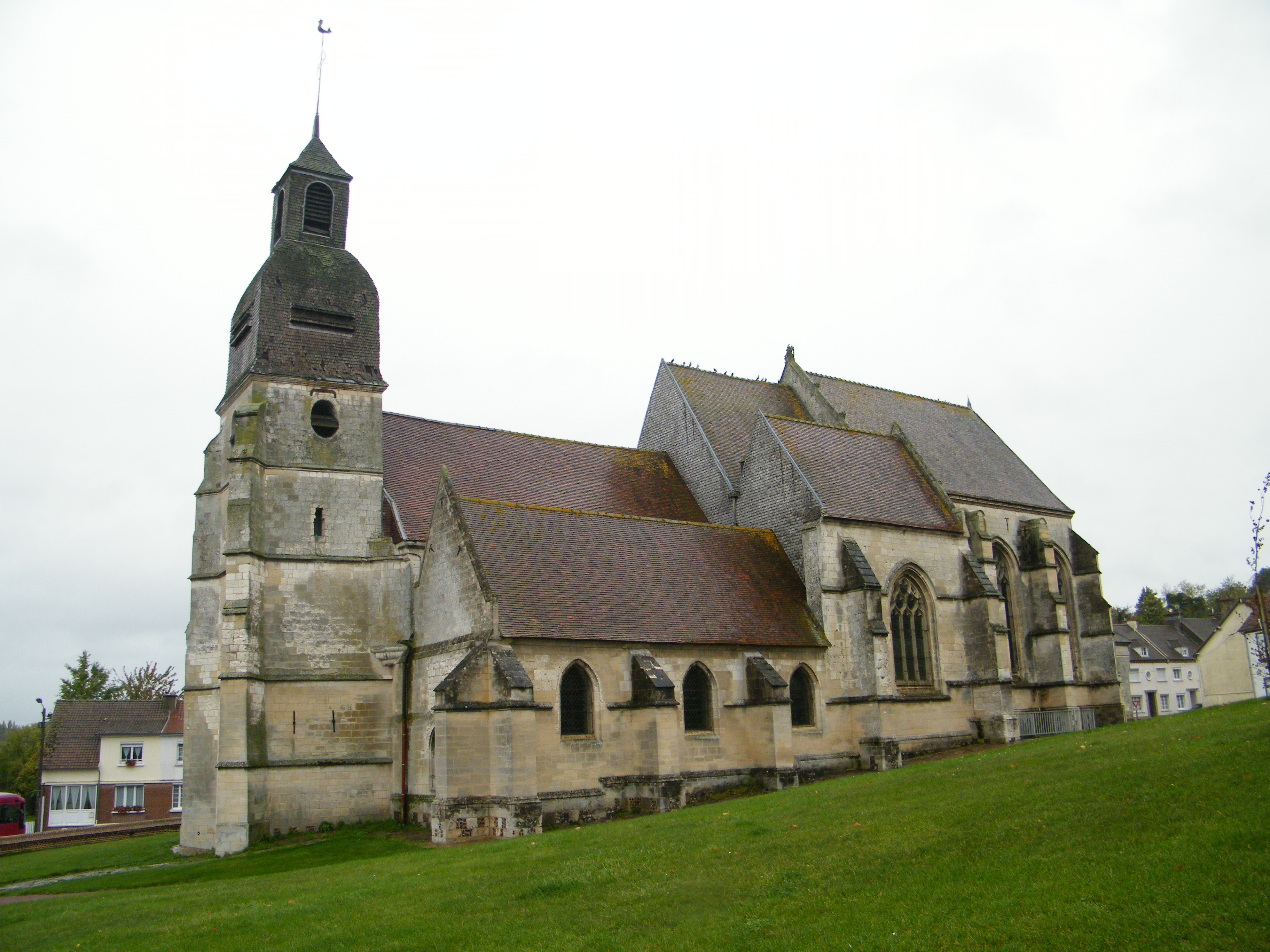
Церковь Святого Дионисия
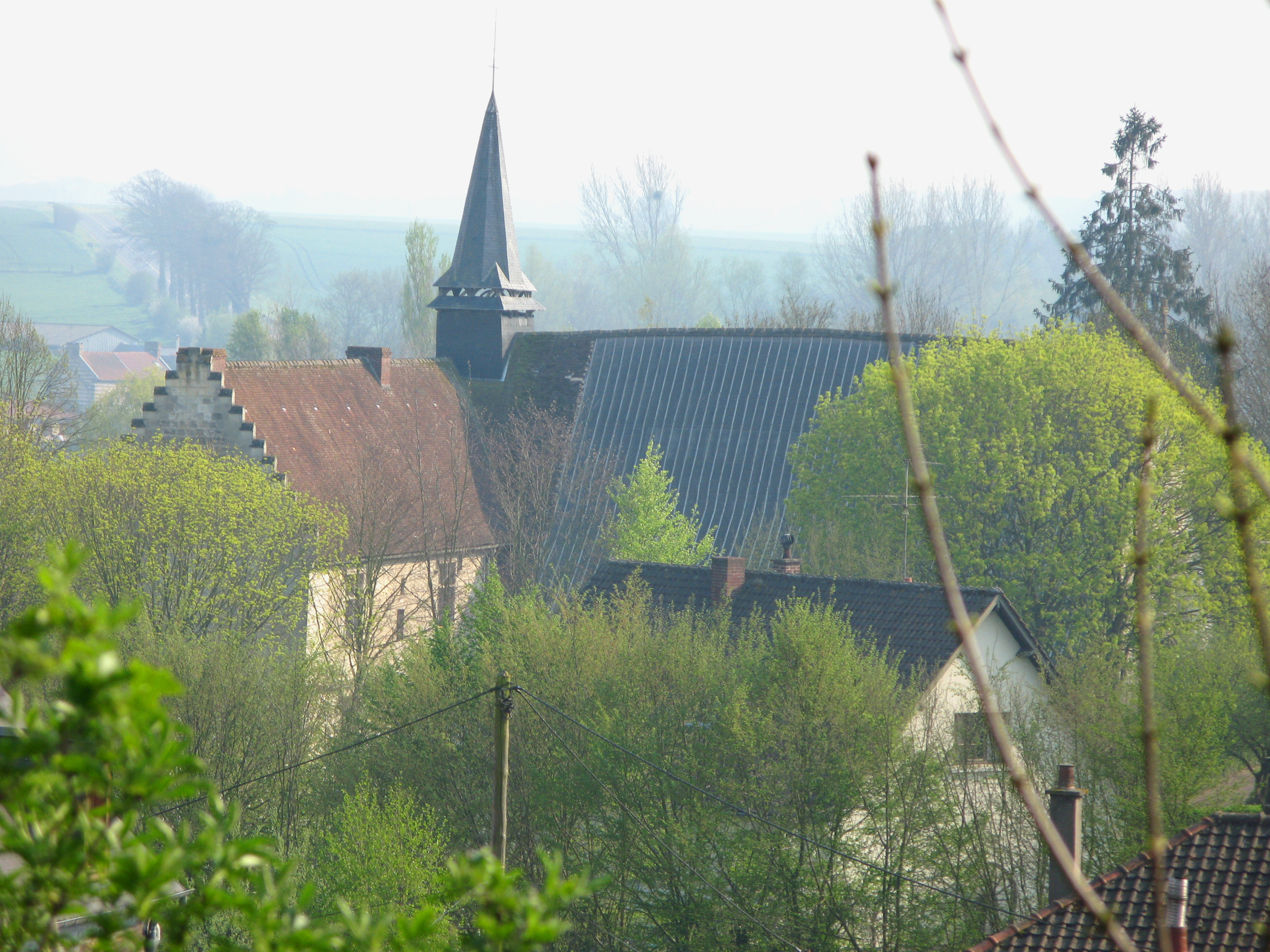
Приорат
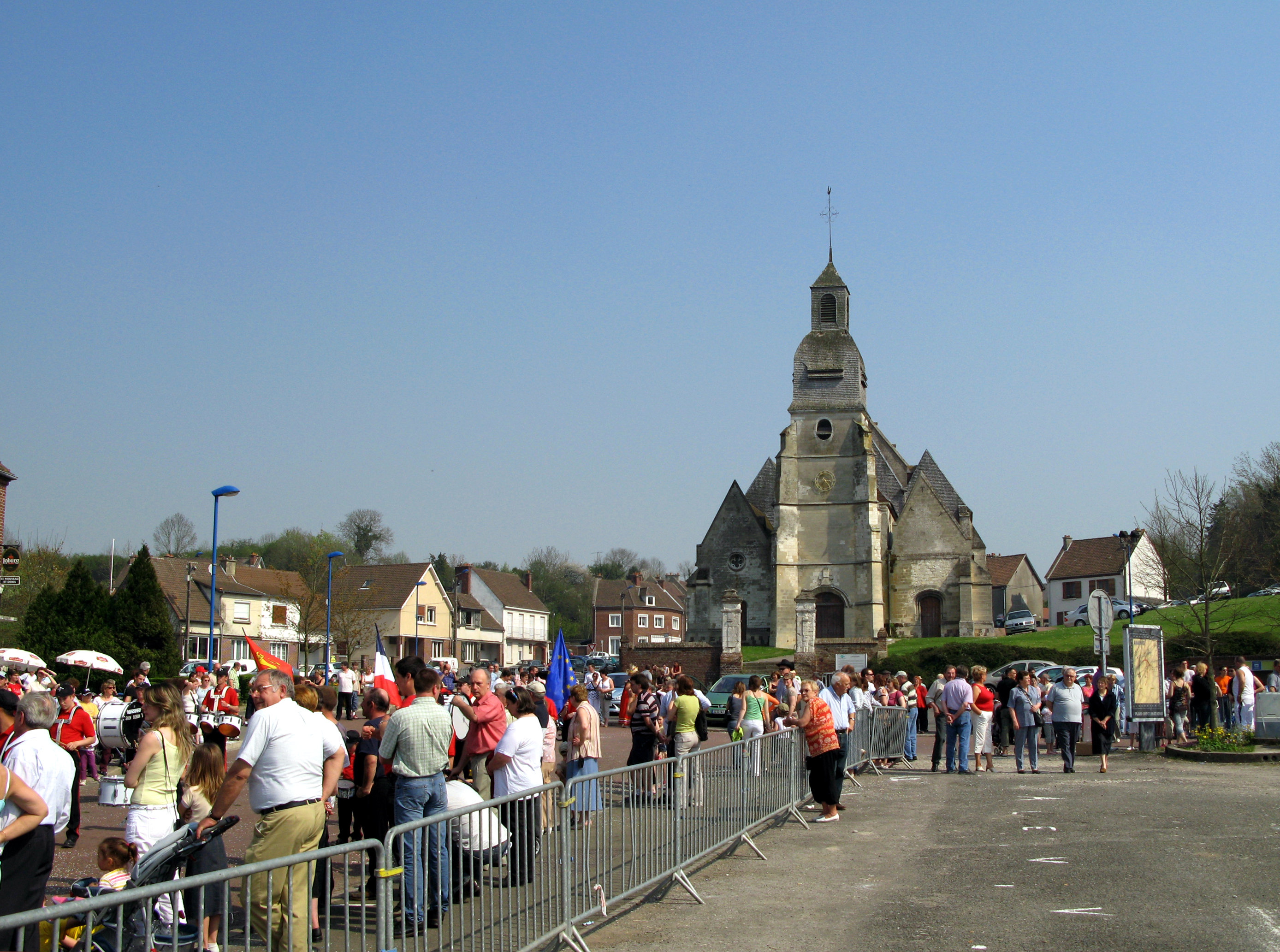
Городской карнавал летом 2007 года